# Alphitonia ferruginea
Alphitonia ferruginea är en brakvedsväxtart som beskrevs av Elmer Drew Merrill och Perry. Alphitonia ferruginea ingår i släktet Alphitonia och familjen brakvedsväxter. Inga underarter finns listade i Catalogue of Life.